# Мигматит
Мигматитът е хетерогенна скала, обикновено силикатна, която представлява смес от метаморфни и магмени скали. Съставена е от няколко контрастиращи, сливащи се и проникващи един в друг компонента, носещи доказателства за частично разтопяване. Тъмно оцветените субстрати (меланосоми) са метаморфни формации на средно и високо ниво на метаморфизъм като амфиболит, шисти, гнайс и други, които, при образуването на мигматита, все още не са достигнали своята точка на топене. Светлите материали (левкосоми) са с гранитен състав, съдържат кварц, фелдшпат и малко количество цветни минерали и по същото време вече са преминали точката си на топене, така че са внедрени в полуразтопен вид. По-тъмните части обикновено проявяват характеристики на метаморфни скали, а по-светлите са с вулканичен произход.
Терминът е въведен от финландския геолог Якоб Седерхолм през 1907 година, а названието произлиза от гръцката дума μίγμα със значение „смес“.

## Формиране
Повече от столетие съществуват спорове между петролозите за начина на формиране на мигматитите, като болшинството изследователи считат, че те се образуват при частичното разтопяване на земната кора по време на екстремен метаморфизъм (анатексис), като при това се получава частично сливане на съществуващи метаморфни скали с компоненти на скали с по-ниска температура на топене. С повишаване на температурата водосъдържащите минерали като мусковит, биотит и амфибол частично се разлагат, водата се освобождава и се създават условия за появата на вода, силно наситена с гранитна стопилка. По време на образуването си скалата частично се разтопява и в метаморфните скали се внедряват ивици от тази по-светла гранитна стопилка.
Някои изследователи предполагат, че естеството на формиране на мигматитите е инжекционно, т.е в метаморфните скали се въвежда пластова гранитна магма. Според руския геолог и петрограф Дмитрий Коржински, мигматитните формации се появяват в резултат на магмена замяна (гранитизация) с участието на флуиди, които предизвикват интензивна метасоматична промяна на вида и сближават състава му с този на развиващите се гранити. Този процес се характеризира с развитието на биотит и кварц, както и заместването на плагиоклаза с калиев фелдшпат.
В някои случаи гранитните включвания осъществяват здрав контакт с метаморфните ивици и на някои места се врязват в тях. Мигматити може да се образуват и в близост до големи прониквания от гранит, когато част от магмата се инжектира в съседните метаморфни скали. Предполага се, че мигматитите при някои докамбрийски метаморфни породи са получени като резултат именно от този процес.
В други случаи, границите между метаморфни и магмени компоненти са преливащи или неясни, което предполага, че поне някои мигматити се образуват по време на една обща фаза на частично стопяване и фракционна прекристализация.
Някои петролози са привърженици на хипотезата от първия, а други — от втория случай, но най-вероятно и двата варианта са верни и се отнасят до различни начини на образуване на тези скали. Не е лесно да се обясни общото съществуване в една скала на метаморфни скали, образувани при рекристализация на минерали, без те да бъдат стопени, и вулканични скали като гранити, формирани чрез кристализация на минерали от разтопена магма. Ясно е обаче, че те са формирани на прага между висок клас метаморфна прекристализация и пълно топене.
Трябва да се има предвид, че мигматични структури могат да възникнат и в несиликатни скали. При силно смесване на минералите в мигматита, става трудно той да бъде разграничен от гранитна скала и в този случай се говори за загуба на текстурата.

## Състав
Минералният състав на мигматитите е твърде разнообразен. В светлите мигматити плагиоклазът преобладава над калиевия фелдшпат. В микроклинните, ортоклазови мигматити, е обратно – калиевият фелдшпат преобладава пред плагиоклаза. Въпреки високата си степен на метаморфизъм, минералите са подредени в слоеве и скалата ясно се класифицира като метаморфна.
При мигматитите се наблюдават жили, понякога нагънати слоеве, неправилни влагания от гранити, богати на силициев диоксид, между слоести скали, които от своя страна са богати на желязо и магнезий.Скалата е доста живописна, благодарение на своите тъмни и светли ивици.
Съставът на минералите, които изграждат мигматитите, говори за амфиболитов фациес метаморфизъм, където скалите са подложени на много голям натиск със силно подчертана посока и висока температура.

## Класификация

### Според генезиса
Според генезиса си мигматитите се делят на три вида:
- Анатектични – формирани при процеса на частично разтопяване на скалите при висока температура и под въздействието на летливи компоненти. Състоят се от тънки, редуващи се кварцово-фелдшпатови слоеве с магмен произход и пластове, съставени от метаморфни скали. Образуват се на дълбочина 10-20 km под земната повърхност.[6]
- Инжекционни – формират се при навлизане на гранитна магма в метаморфните скали.[1]
- Метасоматични – при тях най-голямо значение имат химичните градиенти, второстепенно – температурните, докато градиентите в налягането важат само за отделни случаи.[7]

### Според морфологията
- Слоести — характеризират се с редуване на слоест субстрат и жили с кварц-фелдшпатов състав. Образуват тънки жили с дебелина от няколко милиметра до няколко сантиметра. Текстурата е гнайсовидна, структурата – порфиробластова или хетерогранобластова. Самите те се делят на два вида:[1]

Артерит (инжекционен мигматит) – характеризира се с подчертана слоистост и ясно изразено редуване на пластовете. Гранитният материал е инжектиран по посока на слоевете.
Венит – характеризира се с разклонена, аморфна структура. Гранитният материал се появява на различни места в резултат на селективно топене (анатексис). Генезисът е изключително анатектичен.
- Птигматити – текстурна разновидност, която се характеризира с наличието на нагънати жили от гранити и аплити, ориентирани несъгласно, т.е. пресичащи направлението на основната структурата. Характерни за тях са ситно нагънатите до образуващи сложни гънки слоеве. Жилният материал е развит неравномерно – удебелен в ядрата на антиклиналите и изтънен в тези на синклиналите.[1][8]
- Агматити (ъгловати мигматити) – това са по-древни породи, състоящи се от големи блокове скали, свързани помежду си с гранит. Разтопеният материал на жилите се внедрява през пукнатини и цепнатини и се разлива между съществуващите метаморфни скални блокове. Структурата и текстурата им е брекчовидна. Носят името си от гръцката дума за фрагмент, а терминът е въведен за да се подчертае генетичната и петроложка разлика между този вид мигматит и еруптивните брекчи с вулканичен произход.[1][9]
- Небулити (мъгливи, сенчести мигматити) – метасоматични мигматити, при които границата между метаморфните и магмени компоненти е размита и преминаването от едните в другите се осъществява съвсем плавно. Началният субстрат практически почти не се забелязва, а от него са останали само някои реликти и неясни контури. Като правило, всички имат небулитова текстура.[1]

### Според текстурата
Структурното и текстурно разнообразие на мигматитите са резултат от формирането им при различни процеси или комбинация от тях. В зависимост от текстурната им разновидност и съотношението на светлите и тъмните компоненти, мигматитите се делят на:
- Слоести
- Лещовидни
- Разклонени
- Мрежести
- Брекчовидни
- Нагънати
- Петнисти

## Разпространение
Мигматитите обикновено се срещат в контактната зона на тектонските плочи, където регионални пояси от континенталната кора са били подложени на много високи температури и налягания. Те образуват големи тела, съчетани с гранити, гнайси и гранито-гнайси. Мигматитовите комплекси съставят значителна част от Карелия, Колския полуостров, Урал, Кавказ, Транс-Байкалския регион, Скандинавските страни, Канада, Австралия и т.н. В България те са широко разпространени в Рило-Родопската област.
Мигматитите намират употреба главно за изработка на дребни декоративни елементи.